# レスリー・ポープ
レスリー・ポープ（Leslie Pope、1951年 - 2020年5月6日）は、『シービスケット』、『ジャンゴ 繋がれざる者』、『キャプテン・アメリカ/ウィンター・ソルジャー』などで知られるセットデコレーターである。
『シービスケット』により第76回アカデミー賞美術賞にノミネートされた。

## 主なフィルモグラフィ
- 黄昏に燃えて Ironweed (1987)
- クロコダイル・ダンディー2 Crocodile Dundee II (1988)
- サウス・キャロライナ/愛と追憶の彼方 The Prince of Tides (1991)
- カリートの道 Carlito's Way (1993)
- 陪審員 The Juror (1996)
- フェイク Donnie Brasco (1997)
- ノイズ The Astronaut's Wife (1999)
- キャッチ・ミー・イフ・ユー・キャン Catch Me If You Can (2002)
- シービスケット Seabiscuit (2003)
- スパイダーマン3 Spider-Man 3 (2007)
- アメイジング・スパイダーマン The Amazing Spider-Man (2012)
- ジャンゴ 繋がれざる者 Django Unchained (2012)
- キャプテン・アメリカ/ウィンター・ソルジャー Captain America: The Winter Soldier (2014)
- アントマン Ant-Man (2015)
- ゴーストバスターズ Ghostbusters (2016)
- アベンジャーズ/インフィニティ・ウォー Avengers: Infinity War (2018)
- アベンジャーズ/エンドゲーム Avengers: Endgame (2019)